# Vladímir Boltianski
Vladímir Grigórievich Boltianski (en ruso: Влади́мир Григо́рьевич Болтя́нский; Moscú 26 de abril de 1925-Guanajuato 16 de abril de 2019), también aparece como Boltyansky, Boltyanski, Boltyanskii  o Boltjansky, fue un matemático y educador ruso, autor de libros y artículos sobre matemáticas. Conocido por sus libros en los campos de topología, geometría combinatoria y el tercer problema de Hilbert.

## Biografía
Boltianski nació en Moscú, en una familia judía. Sirvió para el Ejército soviético durante la Segunda Guerra Mundial, como soldado especialista en señales, en el 2º Frente Bielorruso. Graduado en la Universidad de Moscú en 1948, donde fue asesorado académicamente por Lev Pontriaguin. Sustentó su tesis doctoral en física y matemáticas en 1955; empezó a trabajar de docente profesional científico en 1959.
Boltianski fue galardonado con el Premio Lenin (por el trabajo dirigido por Pontryaguin, Revaz Gamkrelidze, y Yevgueni Míschenko) sobre aplicaciones de ecuaciones diferenciales para control óptimo. En 1967 recibió el premio de la RRS de Uzbekistán por el trabajo en anillos ordenados. Fue profesor en el CIMAT.
También fue miembro de la Academia Rusa de la Educación, autor de más de 200 libros y artículos de matemática.

## Obra
- con V. A. Efremovich, Anschauliche kombinatorische Topologie, Vieweg 1986
- Optimale Steuerung diskreter Systeme”, Leipzig, Geest und Portig 1976
- Mathematische Methoden der optimalen Steuerung, Fachbuchverlag, Leipzig, 198, 2ª ed. Hanser Verlag 1972
- con Gochberg Sätze und Probleme der kombinatorischen Geometrie, Deutscher Verlag der Wissenschaften, Berlín 1972
- con Lev Pontriaguin, Revaz Gamkrelidze, Evgenij Miščenko, Mathematische Theorie optimaler Prozesse, Oldenbourg, Múnich, 1967
- con Isaak Yaglom Konvexe Figuren, Berlín, Deutscher Verlag der Wissenschaften, 1956
- con H. Martini, V. Soltan Geometric methods and optimization problems, Kluwer 1999
- Hilberts Third Problem, Washington D. C. Winston, 1978
- Zum Dritten Hilbertschen Problem, in Pavel Alexandrov (ed.) Die Hilbertschen Probleme, Ostwalds Klassiker, Harri Deutsch Verlag, 1998
- Equivalent and equidecomposable figures, Boston, Heath, 1963
  - ediz. italiana: Figure equivalenti ed equidecomponibili, Progresso tecnico editoriale, 1964
- Envelopes, Popular lectures in mathematics, Pergamon Press 1964